# 山村明義
山村 明義（やまむら あきよし、1960年（昭和35年） - ）は、日本の作家、ジャーナリスト。一般社団法人日本人らしさ・地域らしさ研究所理事長。

## 人物
熊本県荒尾市生まれ。熊本県立済々黌高等学校、早稲田大学を卒業。金融業界誌などの出版社勤務を経て1990年（平成2年）に独立し、以降作家・ジャーナリストとして活動。
1990年代半ばから『文藝春秋』、『諸君!』などの執筆者として名を連ねる。その後、『SAPIO』などで、中国・北朝鮮問題を執筆。2009年からは神道をテーマにした記事も執筆している。
父系の祖先に大江匡房がいる。

## 著書

### 単著
- 『創価学会・公明党の政権乗っ取りの野望』（日新報道[4]、1993（平成5）年10月）
- 『日本新党の末路―イメージ政党崩壊に日本国民が学ぶものとは』（サンドケー出版局、1994（平成6）年5月）
- 『黙して語らず―官僚の自殺と腐敗はなぜ生まれるのか』（光文社、1998（平成10）年8月）、ISBN 4334971865
- 『外務省―対中国、北朝鮮外交の歪められた真相』（光文社、2002（平成14）年11月）、ISBN 4334973736
- 『神道と日本人 ―魂とこころの源を探して―』（新潮社、2010（平成22）年9月）、ISBN 4103310413
- 『民主党政権-悪夢と恐怖の3年3ヶ月 ―「思想ウイルス感染」に冒された政権与党の一大パンデミック!』（青林堂、2013（平成25）年6月）選書版、ISBN 4792604702
- 『本当はすごい神道』（宝島社新書、2015（平成25）年7月）、ISBN 4800210747
- 『GHQの日本洗脳－70年続いた「支配システム」の呪縛から日本を解放せよ!』（光文社、2014（平成26年）7月）、ISBN 978-4-334-97794-8
- 『GHQが洗脳できなかった日本人の「心」－アメリカの占領政策と必ず乗り越えられる日本』（ベストセラーズ、2016（平成28年）3月）選書版、ISBN 4584137064
- 『劣化左翼と共産党　SEALDsに教えたい戦前戦後史』（青林堂、2016（平成28）年3月　ISBN 978-4792605438）
- 『日本をダメにするリベラルの正体』（ビジネス社、2017（平成29年）3月）選書版、ISBN 482841939X
- 『日本人はなぜ外国人に「神道」を説明できないのか』（ベストセラーズ<ベスト新書>、2018（平成30年）1月）、ISBN 4584125708
- 『勝つための情報学　バーチャルからリアルへ』（扶桑社新書、2019（平成31年）1月）、ISBN 4594081312
- 『財務省人事が日本を決める』（徳間書店、2019年2月）、ISBN 978-4198647773

### ムック
- 『遺伝子商売―はじめて明かされる研究者の本音』（宝島社<別冊宝島Real>、2001（平成13）年2月、ISBN 4796620958/ISBN 978-4796620956）

### 共著
- 『靖國問題　日本人なら学んでおきたい』（高森明勅編、青林堂、2011（平成23）年8月）
- 『創価学会Xデー』（島田裕巳、山田直樹、溝口敦 宝島SUGOI文庫、2008（平成20）年5月、ISBN 4796663878/ISBN 978-4796663878）

## 出演
- 山村明義のウワサの深層 - YouTubeプレイリスト（2016年1月28日 - 、毎週水曜日更新、チャンネルくらら - YouTubeチャンネル）